# سباستین مانیسکالو
سباستین مانیسکالو (انگلیسی: Sebastian Maniscalco؛ زادهٔ ۸ ژوئیهٔ ۱۹۷۳) کمدین، بازیگر و فیلم‌نامه‌نویس اهل ایالات متحده آمریکا است. وی از سال ۱۹۹۸ میلادی تاکنون مشغول فعالیت بوده‌است.
از فیلم‌هایی که وی در آن نقش داشته‌است، می‌توان به تگ و کتاب سبز اشاره کرد.